# Karen Susman
Karen Hantze Susman (geborene Hantze,* 11. Dezember 1942 in San Diego, Kalifornien) ist eine ehemalige US-amerikanische Tennisspielerin.
Sie gewann drei Grand-Slam-Titel im Damendoppel, alle gemeinsam mit Billie Jean King. Außerdem gewann sie 1960 in Wimbledon den Titel im Einzel der Juniorinnen. Höhepunkt ihrer Tenniskarriere war der Titelgewinn im Dameneinzel im Jahr 1962 in Wimbledon, als sie dort im Endspiel Věra Suková im Finale mit 6:4, 6:4 besiegte. 1963 konnte sie ihren Titel nicht verteidigen.